# Parabraxas erebina
Parabraxas erebina is een vlinder uit de familie van de Epicopeiidae. De wetenschappelijke naam van de soort is voor het eerst geldig gepubliceerd in 1896 door Oberthür.